# 破曉的情書
《破曉的情書》（日語：暁のラブレター），日本女性創作歌手aiko的第5張錄音室專輯。2003年11月27日發行。

## 簡介
前作《留住秋天》約1年零3個月之後發行。收錄了包括《蝴蝶結》、《仙女座》和《髮際》3首單曲在內的13首曲目，其中《髮際》是專輯的先行單曲。
之前外界很多猜測認為這張專輯是前三張專輯四季主題的延續（《櫻花樹下》：春；《夏服》：夏；《留住秋天》：秋），因而會是以「冬」為主題的專輯，但事實上雖然這張專輯也可以算冬季主題，但冬季的意味並不大。
專輯名「破曉的情書」有兩重意味：一是專輯的曲目大多是aiko從深夜開始作曲，到黎明時分才創作完成的；二是比喻女性從深夜一直寫情書至黎明，好讓在信件能儘早寄出，使愛慕的男性能在早上讀到那封情書。
發售前，邀請了著名男演員時任三郎出演專輯的電視廣告，引起了很大話題性。
在Oricon公信榜首週即取得冠軍，Oricon統計銷量超過50萬張。出貨量更超過75萬張，獲得日本唱片協會的「三白金」認證。
《破曉的情書》普遍被認為是aiko其中一張代表性專輯。2011年，aiko首次發行的精選輯《愛選輯》，收錄曲目最多就是來自這張選輯（32首曲目中的6首）。

## 收錄曲目
1. 熱
2. 他的塗鴉（彼の落書き）
3. 仙女座（アンドロメダ）
4. 想被你撫摸（ふれていたい）
5. 夢之舞（夢のダンス）
6. 蝴蝶結（蝶々結び）
7. LINE（ライン）
8. 帽子與泳衣與水平線（帽子と水着と水平線）
9. 每一個夜晚（すべての夜）
10. 髮際
11. 白色衣服黑色衣服（白い服黒い服）
12. 呼喚風（風招き）
13. 天之河（天の川）

## 外部連結
- 唱片介紹
- 唱片介紹（SACD盤）